# Élections municipales de 1983 dans les Alpes-de-Haute-Provence
Les élections municipales françaises de 1983 ont eu lieu les 6 et 13 mars 1983. Le département des Alpes-de-Haute-Provence compte 200 communes, dont 5 de plus de 3 500 habitants où les conseillers municipaux sont élus selon un scrutin de liste avec représentation proportionnelle.

## Maires élus
Les maires élus à la suite des élections municipales dans les communes de plus de 3 500 habitants :
| Communes                   | Population (1982) | Maire sortant  | Parti | Parti | Maire élu      | Parti | Parti |
| -------------------------- | ----------------- | -------------- | ----- | ----- | -------------- | ----- | ----- |
| Château-Arnoux-Saint-Auban | 5 576             | José Escanez   |       | PS    | José Escanez   |       | PS    |
| Digne-les-Bains            | 15 149            | Pierre Rinaldi |       | RPR   | Pierre Rinaldi |       | RPR   |
| Forcalquier                | 3 782             | Pierre Michel  |       | PS    | Pierre Delmar  |       | RPR   |
| Manosque                   | 18 760            | Jean Cabanne   |       | UDF   | Jean Cabanne   |       | UDF   |
| Sisteron                   | 6 470             | André Roman    |       | PS    | Daniel Spagnou |       | RPR   |

## Résultats

### Résultats en nombre de maires
| Partis       | Partis                             | Maires sortants | Maires élus | Évolution |
| ------------ | ---------------------------------- | --------------- | ----------- | --------- |
|              | Parti socialiste                   | 3               | 1           | -2        |
| Total gauche | Total gauche                       | 3               | 1           | -2        |
|              | Rassemblement pour la République   | 1               | 3           | +2        |
|              | Union pour la démocratie française | 1               | 1           | 0         |
| Total droite | Total droite                       | 2               | 4           | +2        |
| Total        | Total                              | 5               | 5           | -         |